# Rhampholeon gorongosae
Espèce
Synonymes
- Rhampholeon marshalli gorongosae Broadley, 1971

Statut de conservation UICN

 EN  : En danger
Rhampholeon gorongosae est une espèce de sauriens de la famille des Chamaeleonidae.

## Répartition
Cette espèce est endémique du Mozambique. Elle se rencontre entre 1 050 et 1 800 m d'altitude sur le mont Gorongoso.

## Publication originale
- Broadley, 1971 : A rewiew of Rhampholeon marshalli Boulenger, with the description of a new subspecies from Mozambique (Sauria: Chamaeleonidae). Arnoldia, vol. 5, n. 10, p. 1-6.